# Estrella Damm
Estrella Damm è una marca di birra pilsner prodotta a Barcellona dalla S.A. Damm. È una birra composta da malto d'orzo, riso e luppolo, e viene prodotta seguendo la ricetta originale sin dalla sua creazione nel 1876. Ha una gradazione alcolica di 5,4% Vol. e la temperatura di servizio è tra i 5 e 7 °C. Nel marzo 2015 è stata premiata come "Miglior Birra Spagnola dell'Anno" aggiudicandosi lo "Spain Brewery Awards" assegnato dalla giuria del "New York International Beer Competition". Anche se il mercato principale è l'arco Mediterraneo spagnolo, la birra viene distribuita in oltre 70 paesi in tutto il mondo, con Regno Unito e Stati Uniti tra i principali.
Estrella Damm è il marchio principale di Damm, azienda di bevande e alimenti fondata a Barcellona nel 1876 dall'alsaziano August Kuentzmann Damm.

## Storia

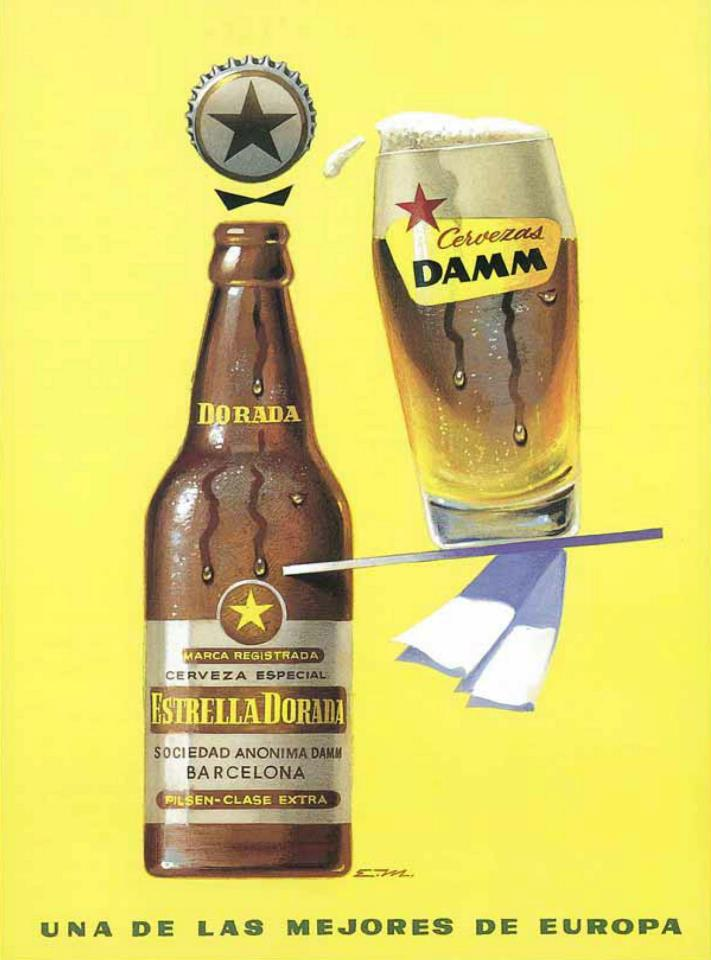
Una vecchia pubblicità

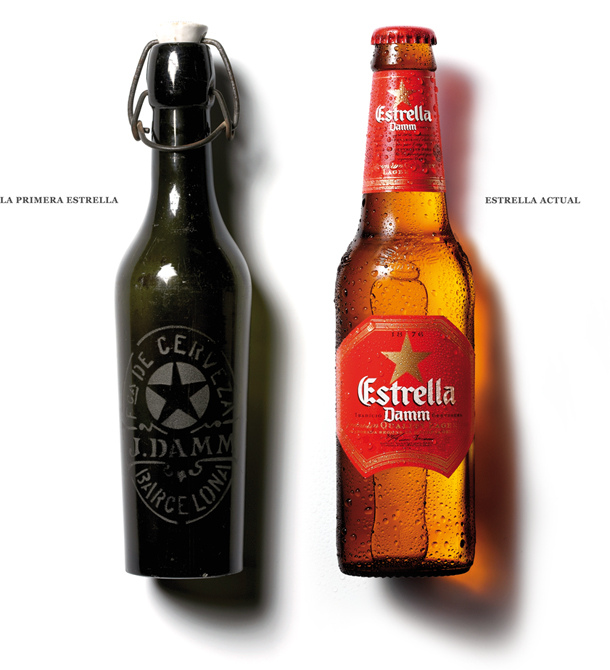
Una delle prime bottiglie in confronto ad una più recente

Una Lattina di Estrella Damm

Estrella Damm è stata creata da due alsaziani che nel 1872 approdarono a Barcellona per fuggire dalla guerra franco-prussiana: August Küntzmann Damm e sua moglie Melanie. Nel 1876 Fondarono la Sociedad Anonima Damm e aprirono un birrificio dove produssero la loro prima birra: una lager leggera, adattata al clima e ai sapori del Mediterraneo, che venne denominata la "Birra Lager del Mediterraneo".
Fu Commercializzata con il nome di "Birra Strasburger", anche se il simbolo, una stella rossa a cinque punte, l'avrebbe resa nota alle persone come "Stella" o "La Stella".
Nel 1907 la birra ricevette riconoscimenti internazionali alle fiere a Roma, Londra, Anversa, Parigi e Genova.
Nel 1921 cambiò nome per la prima volta. Per via del simbolo che la rese famosa, venne rinominata "Stella d'Oro".
Nel 1929 partecipò all'Esposizione Universale di Barcellona. A quel tempo l'intero trasporto e distribuzione era stato affidato a carrozze trainate da cavalli.
Nel 1939, prima della vittoria franchista nella guerra civile spagnola, il simbolo della stella rossa scomparve dagli imballaggi, diventando d'oro. Il motivo è da ricondursi al nome popolare dato dalle persone ovvero "Stella d'Oro".
Nel 1991 il nome fu cambiato per la seconda volta in "Estrella Damm". In termini di immagine aziendale, anche se ha mantenuto il colore dorato per il pentagramma, ha riguadagnato il colore della stella rossa originale, diventando il colore aziendale del marchio.
Da allora, il marchio ha continuato a crescere e ad espandersi in tutto il mondo, posizionandosi sempre come "Birra del Mediterraneo", attraverso le loro campagne pubblicitarie e sponsorizzazione in tutti i tipi di eventi, soprattutto culturali e sportivi.

## Premi e riconoscimenti
Estrella Damm ha ricevuto diversi riconoscimenti e premi nel corso della sua storia, nei più prestigiosi concorsi internazionali e campionati di birra. Queste sono le più importanti:
| Anno | Luogo             | Nome evento                                                   | Punteggio/medaglia                                         | Note  |
| ---- | ----------------- | ------------------------------------------------------------- | ---------------------------------------------------------- | ----- |
| 1904 | Vienna            | Internationale Ausstellung von der Gesellschaft Blauen Kreuze |                                                            |       |
| 1905 | Londra            | Fiera di Londra                                               | Medaglia Colonial and Indian Exhibition nel Crystal Palace |       |
| 1906 | Monaco di Baviera | Exposición Internacional de cervezas y aparatos para servirla | Diploma d'onore e medaglia d'oro                           |       |
| 1964 | Parigi            |                                                               | Primo premio                                               |       |
| 1965 | Londra            |                                                               | Primo premio                                               |       |
| 1998 | Australia         | World Beer Championship                                       | Medaglia d'oro                                             |       |
| 2004 | Chicago           | World Beer Championship                                       | Medaglia d'oro                                             |       |
| 2010 | Australia         | Australian Internatiol Beer Awards                            | Medaglia di bronzo                                         |       |
| 2011 | Belgio            | Pale Lager, Superior Taste Award                              | Tre Stelle, 92 punti                                       |       |
| 2011 | Chicago           | Pale Lager, World Beer Championships                          | Medaglia d'argento, 88 punti                               |       |
| 2011 | Bruxelles         | Superior Taste Award                                          | Tre stelle                                                 | [ 3 ] |
| 2012 | Bruxelles         | Superior Taste Award                                          | Tre stelle, 90.8 punti                                     | [ 3 ] |
| 2012 | Chicago           | Pale Lager, World Beer Championships                          | Medaglia d'oro, 90 punti                                   | [ 4 ] |
| 2013 | Belgio            | Superior Taste Award                                          | Tre Stelle, 90.7 punti                                     | [ 4 ] |
| 2013 | Belgio            | Superior Taste Award                                          | Crystal Award                                              |       |
| 2014 | Regno Unito       | Great Taste Award                                             | Una Stella                                                 |       |
| 2014 | Belgio            | Pils, Superior Taste Award                                    | Due Stelle, 83 punti                                       |       |
| 2014 | Chicago           | World Beer Championships                                      | Medaglia d'argento                                         |       |
| 2015 | Belgio            | Pils, Superior Taste Award                                    | Due Stelle, 87.3 punti                                     |       |
| 2015 | New York          | New York International Beer Competition                       | Spain Brewery Awards                                       | [ 1 ] |

## Altri prodotti
Oltre ad Estrella, Damm produce altri tipi di birra:
- Voll-Damm Doble Malta: birra doppio malto – 7.2°
- Xibeca: birra pilsner – 4.6°
- Estrella Damm Inedit: creata da El Bulli
- Estrella Damm Daura: birra senza glutine
- Free Damm: birra analcolica – 0.0°
- Damm Lemon: birra al limone – 3.2°
- Bock Damm: birra scura – 5.4°
- Ak Damm: creata con il metodo di August Kuentzmann Damm – 4.8°
- Free Damm Limón: birra analcolica al limone – 0.0°
- Keler: basata sulla ricetta di Juan e Teodoro Kutz – 6.5°
- Estrella de Levante: birra dalla Murcia
- Estrella del Sur: birra dalla Andalusia – 4.5°
- Estrella Damm N.A.: birra analcolica – 0.0°
- Skol: birra tradizionale – 4.5°
- Victoria: birra da Málaga – 5.4°
- Budweiser: vecchia birra della Budvar – 5°
- Saaz hops: birra leggera – 3.5°
- Radeberger: pilsner stile tedesco – 4.8% vol.
- Weiss Damm: birra di frumento – 4.8°